# La Vallée perdue
Pour plus de détails, voir Fiche technique et Distribution.
La Vallée perdue (The Last Valley) est un film britannique réalisé par James Clavell, sorti en 1971.

## Synopsis
À l'automne 1637, Vogel, un intellectuel, ancien professeur, erre dans l'Allemagne ravagée par la guerre de Trente Ans : les mercenaires de Bernard de Saxe-Weimar (payés par la France) s'opposent aux bavarois de Jean de Werth, et tous « vivent sur le pays »... C'est la confusion totale ; Vogel essaye d'échapper aux maraudeurs de tous bords, à la famine et à la peste. Traversant une forêt, il arrive par hasard dans une vallée alpine apparemment intacte. Mais il est suivi par une compagnie de mercenaires qui entre également dans la vallée, menée par leur chef, « le Capitaine ».
Le village de paysans situé dans cette vallée semble avoir été déserté temporairement par ses habitants. Vogel y est pris par les mercenaires. Menacé de mort par un des plus violents d'entre eux, et voulant sauver sa vie, il convainc subitement le Capitaine de tuer le mercenaire en question, devenu, semble-t-il, trop difficilement contrôlable (scène révélatrice de l'état d'esprit des mercenaires : le Capitaine prend le soldat à part comme pour le raisonner, et soudain lui enfonce la pointe de son casque dans la poitrine…).
Conscient de ne pas représenter grand-chose face à la soldatesque, Vogel réussi ainsi à persuader le Capitaine - on ignorera toujours son nom - qu'il peut lui être utile, et se met à son service. Il demeure cependant en sursis. La question de l'élimination des paysans à leur retour, ainsi que la mise à sac du village se pose. Avisé, bien qu'impitoyable, le Capitaine estime, sur les conseils de Vogel, plus profitable pour lui et ses hommes de passer tranquillement l'hiver dans la vallée - qui semble, jusqu'ici, avoir été miraculeusement épargnée par les malheurs de la guerre - plutôt que de la piller.
Lorsque les paysans reviennent, le Capitaine envoie Vogel comme plénipotentiaire auprès de Gruber, le notable dirigeant les habitants de la vallée, qui est resté dans les bois de la montagne, avec notamment le père Sebastian, prêtre catholique intransigeant. Malgré les réticences, notamment du prêtre - qui condamne, entre autres, l'athéisme du Capitaine et le protestantisme de certains de ses hommes -, un marché est conclu avec Gruber : les mercenaires seront nourris, logés, et pour certains même prendront femme, à condition, en échange, d'assurer la défense de la vallée contre tout intrus, jusqu'à ce que les neiges isolent la vallée du reste du monde durant l'hiver. Gruber, pragmatique, laisse même sa compagne, Erica, devenir la maîtresse du Capitaine, à la suite d'un coup de dés. Vogel, auquel le Capitaine a donné le rôle ingrat d'arbitre au sein de la nouvelle communauté, est accueilli dans une famille dévote, dont la fille, Inge, doit épouser un jeune homme du village. Inge est désirée par un mercenaire. Ce dernier tente un jour de la violer en forêt, bien que le Capitaine ait interdit de violer les villageoises, en vertu de l'accord avec Gruber. Vogel survient, et sauve Inge, mais le mercenaire, après avoir tenté de faire passer l'ancien professeur pour l'agresseur de la jeune femme, puis avoir tenté d'assassiner le Capitaine, réussit à s'enfuir. Il revient peu de temps après, dans la vallée, avec d'autres mercenaires venus de l'extérieur, pour attaquer le village, mais il est défait par le Capitaine et ses hommes, alliés aux villageois, et est éliminé. L'accord semble ainsi fonctionner, et par la suite, l'ordre règne dans la vallée, un certain équilibre s'étant installé entre soldats et villageois. 
Tous passent cependant un hiver presque paisible dans la vallée isolée, à l'abri des tourments de la guerre, de la famine et des épidémies. L'équilibre est toutefois précaire, et Gruber, tout comme le Capitaine, se tient prêt à exploiter toute opportunité pour prendre le contrôle total de la situation dès que l'occasion se présentera… Erica et le Capitaine sont toutefois désormais amoureux. Inge, bien qu'elle soit promise à un autre, s'attache de plus en plus à Vogel, qui est très bienveillant avec elle mais ne désire pas cependant la ravir à son fiancé…
Lorsque vient le printemps, tout semble encore aller pour le mieux, mais un homme vient un jour au village apporter des nouvelles de l'extérieur, où l'hiver a été terrible. Les opérations militaires ont repris, et l'Histoire rattrape les occupants de la vallée. Le Capitaine décide de repartir pour la guerre, avec l'idée de revenir prochainement et retrouver notamment son amante Erica. Il laisse à Vogel la difficile tâche de garder le village avec quelques-uns de ses hommes. Vogel, du fait de son absence de foi, fait l'objet d'une grande méfiance de la part du prêtre ainsi que du très dévot père d'Inge - qui ne veut pas qu'Inge se marie avec l'ancien professeur -, et il n'a désormais plus d'utilité aux yeux de Gruber, qui pourrait l'éliminer à la moindre occasion.
Après le départ de la majorité des soldats, la situation devient rapidement difficile pour Vogel. Erica, qui pratiquait la sorcellerie en cachette, est démasquée par le prêtre, qui la condamne à être brûlée vive, après l'avoir fait torturer. Vogel, au côté d'un des mercenaires resté avec lui, réussit, sans être vu, à abréger les souffrances d'Erica avant qu'elle ne soit livrée aux flammes, tandis que le mercenaire, fou de colère, précipite finalement le prêtre avec lui dans le bûcher. Vogel, de plus en plus en danger, ne tarde pas à découvrir que Gruber cherche à l'éliminer, lui et le Capitaine, dès qu'il reviendra. 
Un jour, sachant qu'une embuscade attend le Capitaine dans les bois de la montagne et que lui-même est plus que jamais en danger de mort, il finit par partir, suivi par la jeune Inge, amoureuse de lui et ne voulant pas le quitter. Dans la forêt, il finit par rencontrer le Capitaine et le prévenir de l'embuscade. Le soldat est revenu de la guerre, mais pour mourir, sa compagnie ayant été anéantie lors de la Bataille de Rheinfelden, en Argovie (le 28 février 1638, ce qui permet de dater l'action avec précision) - et lui-même étant blessé à mort. Descendu de cheval et affalé sur le bord du chemin, le Capitaine, dont la vue est troublée, croit reconnaître Erica en voyant Inge. Vogel fait signe à la jeune fille de le laisser ainsi croire qu'Erica est toujours vivante, le temps que le militaire agonisant avoue à son amante qu'il regrette de l'avoir laissée pour tout perdre à la guerre. Le Capitaine, abandonnant son image d'homme dur et cruel, dit enfin à Vogel combien la vallée où ils ont tous passé paisiblement l'hiver était merveilleuse, puis expire. Gruber apparait, avec les villageois participant à l'embuscade. Il dit à Inge de rentrer au village, mais elle refuse, souhaitant rester avec Vogel. Devant le silence du père de la jeune fille, et la résignation de son fiancé, tous deux présents, le notable n'insiste pas. Inge veut partir avec Vogel, mais l'ancien professeur, plus âgé qu'elle - et dont on a appris qu'il avait perdu femme et enfant durant la guerre, tout comme le Capitaine - ne veut pas séparer la jeune fille de son fiancé, et décide de partir seul. 
Les villageois retournent à leur vie d'autrefois, tandis que Vogel, qui est quasiment le seul à avoir survécu parmi les nouveaux arrivants de l'automne précédent, s'éloigne de la vallée.

## Fiche technique
- Titre : La Vallée perdue
- Titre original : The Last Valley
- Réalisation : James Clavell, assisté de Brian W. Cook
- Scénario : James Clavell d'après le roman de J. B. Pick
- Production : James Clavell
- Musique : John Barry
- Photographie : John Wilcox
- Montage : John Bloom
- Décors : Peter Mullins
- Costumes : Yvonne Blake
- Pays :  Royaume-Uni et  États-Unis
- Format : Couleurs
- Genre : Aventure
- Durée : 128 minutes
- Date de sortie : 1971
- Extérieurs: vallée de Trins (Tyrol, entre Innsbruck et le Brenner)

## Distribution
- Michael Caine (VF : Gabriel Cattand) : Le capitaine des mercenaires
- Omar Sharif (VF : Jacques Thébault) : Vogel
- Florinda Bolkan (VF : Maria Tamar) : Erica Torfeld
- Nigel Davenport (VF : Claude Joseph) : Gruber, le chef du village
- Madeleine Hinde : Inge Hoffman
- Yorgo Voyagis (VF : Jacques Deschamps) : Pirelli
- Per Oscarsson (VF : Roger Carel) : le père Sébastien
- Arthur O'Connell (VF : Pierre Leproux) : Hoffman
- Miguel Alejandro : Julio
- Christian Roberts : Andreas
- Ian Hogg (VF : Philippe Dumat) : Graf
- Michael Gothard : Hansen, le lieutenant du capitaine
- Edward Underdown : le paysan difforme
- Brian Blessed (VF : Claude Bertrand) : Korski
- Patrick Westwood (VF : Georges Aubert) : Rethman
- Irene Prador (VF : Lita Recio) : Mrs. Hoffman
- Leon Lissek (VF : André Valmy) : Czeraki

## Production
Le film a été tourné principalement dans le Tyrol en Autriche à Trins et Gschnitz dans la vallée de Gschnitztal.
Le titre français repose sur une erreur de traduction de la part du distributeur entre « lost » (perdu) et « last » (dernier) : il s'agit en fait de la dernière vallée préservée des horreurs de la guerre.